# Площадь имени Абуали ибн Сино
Площадь имени Абуали ибн Сино — площадь в  Душанбе, расположена на пересечении улицы имени Исмаила Сомони и проспекта имени Абуали ибн Сино, напротив Республиканской больницы.

## Памятник Авиценне
Главной доминантой площади является памятник Абуали ибн Сино (Авиценна), воздвигнутый к празднованию 1000-летнего юбилея великого энциклопедиста и врачевателя Востока (авторами комплекса памятника являются скульптор Г. Эльдаров, архитекторы А. Агаронов и Р. Каримов). Памятник был открыт в 1980 году в западной части г. Душанбе на пресечении проспектов Исмаила Самани и Правды.
Во всей целостной архитектурно-скульптурной композиции площади выделяется высокая бронзовая фигура учёного Абуали ибн Сино (высота около 6 м.), изображённого в задумчивой позе. Фигура Авицены держит в руке книгу, что символизирует ум мудреца и постоянное стремление к знаниям.
Авиценна известен многими трудами – он написал более 450 материалов в 29 областях науки (медицине, химии, астрономии, механике, философии, критике, психологии, литературе, музыке), из которых дошло 274 документа. У подножия памятника пять вырезанных из гранита раскрытых книг символизируют итог многолетних исследований и творческого труда в области медицины, поэзии, математики, музыки и философии. Для усиления торжественности комплекса в ансамбль включены несколько бассейнов с фонтанирующей водой. Несколько необычные по форме плана два бассейна находятся на верхней площадке за фигурой Авиценны. Невысокие мраморные скамейки обрамляют бассейны с трёх сторон, являясь дополнительным ограждением верхней площадки. Густая зелень, огибающая ансамбль с севера стала прекрасным цветовым фоном для скульптуры Абуали ибн Сино.

## Источник
Салия Мамаджанова, Рустам Мукимов. Архитектура и градостроительство Душанбе (история, теория и практика). — Душанбе, 2008, с. 173—174.